# Новоегипетский язык
Новоегипетский язык — язык жителей Древнего Египта, использующий логографическое письмо, одна из стадий египетского языка. Основное распространение — периоды Нового царства и Третий переходный (около XIV—VIII веков до н. э.). В российской египтологии термин предложен учёным Ю. Я. Перепёлкиным:1.

## Периодизация
Новоегипетский язык появился в XIV веке до н. э. как разговорный вариант среднеегипетского языка. Бытовавшее поверье (базирующее на религиозных текстах Эхнатона), что новоегипетский язык утвердился с амарнского периода более не распространено. Согласно официальным актам и надписям на царских памятниках (например, победная стела Камоса) возникновение новоегиптизмов проявилось задолго до того. Распространение новоегипетского языка занимает период с XVII династии до эпохи Рамессидов.

## Памятники
На новоегипетском языке писалось очень много светской литературы, в основном — любовная лирика. Видным памятником литературы новоегипетского языка является лирические произведения - «песни услаждения сердца».
Так же, как и на протяжении всей истории Древнего Египта, была популярной религиозная литература. Примером памятника религиозной литературы на новоегипетском языке может служить «Гимн Атону» амарнского периода — религиозный гимн в честь солнечного диска Атона.
На новоегипетском языке написаны сказки XIX — XX династий: «Два брата», «Взятие Юпы» и «Повесть о зачарованном царевиче» на папирусе Харриса 500, «Правда и Кривда».
После Битвы при Кадеше с участием Рамсеса II в начале XIII века до н. э. появилась воспевающая его доблесть, несмотря на неоднозначность исхода битвы, «Поэма Пентаура».

## Особенности письма
Новоегипетский язык не сильно отошёл от предыдущего среднеегипетского языка, и многие классические выражения продолжают сквозить в текстах. Однако различий больше, нежели между среднеегипетским и древнеегипетским языками: из синтетического он стал аналитическим языком. Новоегипетский язык отличался от других египетских языков, в основном, наличием силлабического письма. С реформами Эхнатона в языке появляется групповое письмо.
Новоегипетское письмо никогда полностью не вытеснило среднеегипетское и древнеегипетское, поскольку древние тексты постоянно копировались вплоть до эпохи Птолемеев. А во время Третьего переходного периода новоегипетские иероглифические и иератические тексты уступили место среднеегипетским и древнеегипетским.
После Нового царства членение текстов, написанных так называемой поздней иератикой, имеет место в очень редких случаях, хотя красные точки встречаются в позднеиератических текстах вплоть до середины I века н. э. Следовательно, считая от начала Нового царства, этот графический приём просуществовал свыше 1500 лет.